# Стрибки у воду на літніх Олімпійських іграх 2000
Змагання зі стрибків у воду на літніх Олімпійських іграх 2000 в Сіднеї тривали з 22 до 30 вересня в Сіднейському міжнародному центрі водних видів спорту. Уперше відбулися змагання в синхронних стрибках, тож кількість дисциплін сягнула восьми. Змагалися 157 стрибунів і стрибунок у воду з 42-х країн.

## Медальний залік

### Чоловіки
| Дисципліна               | Золото                             | Срібло                                    | Бронза                            |
| ------------------------ | ---------------------------------- | ----------------------------------------- | --------------------------------- |
| Трамплін, 3 м            | Сюн Ні (CHN)                       | Фернандо Платас (MEX)                     | Дмитро Саутін (RUS)               |
| Вишка, 10 м              | Тянь Лян (CHN)                     | Ху Цзя (CHN)                              | Дмитро Саутін (RUS)               |
| синхронний трамплін, 3 м | Сюн Ні і Сяо Хайлян (CHN)          | Дмитро Саутін і Олександр Доброскок (RUS) | Роберт Ньюбері і Дін Пуллар (AUS) |
| синхронна вишка, 10 м    | Дмитро Саутін і Ігор Лукашин (RUS) | Ху Цзя і Тянь Лян (CHN)                   | Ян Гемпель і Гайко Маєр (GER)     |

### Жінки
| Дисципліна               | Золото                            | Срібло                             | Бронза                              |
| ------------------------ | --------------------------------- | ---------------------------------- | ----------------------------------- |
| Трамплін, 3 м            | Фу Мінся (CHN)                    | Го Цзінцзін (CHN)                  | Дерте Лінднер (GER)                 |
| Вишка, 10 м              | Лора Енн Вілкінсон (USA)          | Лі На (CHN)                        | Енн Монтміні (CAN)                  |
| синхронний трамплін, 3 м | Віра Ільїна і Юлія Пахаліна (RUS) | Фу Мінся і Го Цзінцзін (CHN)       | Ганна Сорокіна і Олена Жупіна (UKR) |
| синхронна вишка, 10 м    | Лі На і Сан Сюе (CHN)             | Емілі Гейманс і Енн Монтміні (CAN) | Ребекка Ґілмор і Лауді Туркі (AUS)  |

## Таблиця медалей
| Місце               | Країна              | Золото | Срібло | Бронза | Загалом |
| ------------------- | ------------------- | ------ | ------ | ------ | ------- |
| 1                   | Китай (CHN)         | 5      | 5      | 0      | 10      |
| 2                   | Росія (RUS)         | 2      | 1      | 2      | 5       |
| 3                   | США (USA)           | 1      | 0      | 0      | 1       |
| 4                   | Канада (CAN)        | 0      | 1      | 1      | 2       |
| 5                   | Мексика (MEX)       | 0      | 1      | 0      | 1       |
| 6                   | Австралія (AUS)     | 0      | 0      | 2      | 2       |
| 6                   | Німеччина (GER)     | 0      | 0      | 2      | 2       |
| 8                   | Україна (UKR)       | 0      | 0      | 1      | 1       |
| Загалом (8 збірних) | Загалом (8 збірних) | 8      | 8      | 8      | 24      |

## Країни-учасниці
Список країн, чиї спортсмени взяли участь в Іграх. У дужках - кількість учасників від кожної країни.
- Аргентина  (1)
- Вірменія  (1)
- Австралія  (6)
- Австрія  (3)
- Азербайджан  (1)
- Білорусь  (2)
- Бразилія  (2)
- Канада  (7)
- Китай  (8)
- Китайський Тайбей  (4)
- Колумбія  (2)
- Куба  (6)
- Чехія  (1)
- Фінляндія  (2)
- Франція  (6)
- Грузія  (1)
- Німеччина  (8)
- Велика Британія  (8)
- Греція  (5)
- Гонконг  (1)
- Угорщина  (4)
- Індонезія  (3)
- Італія  (5)
- Японія  (1)
- Казахстан  (5)
- Малайзія  (3)
- Мексика  (7)
- Північна Корея  (5)
- Перу  (1)
- Філіппіни  (2)
- Пуерто-Рико  (1)
- Румунія  (3)
- Росія  (7)
- Південна Корея  (4)
- Іспанія  (5)
- Швеція  (1)
- Швейцарія  (3)
- Таїланд  (2)
- Україна  (9)
- США  (7)
- Венесуела  (3)
- Зімбабве  (1)

## Sources
- Olympic Medal Winners. Міжнародний олімпійський комітет. Процитовано 19 грудня 2006.
- Sydney Organising Committee for the Olympic Games (SOCOG) (2001). Official Report of the XXVII Olympiad - Volume Three: Results (pdf) (англ.) (фр.). Sydney, Новий Південний Уельс: Sydney Organising Committee for the Olympic Games (SOCOG). ISBN 0-9579616-1-8. OCLC 49687523. Процитовано 18 січня 2007.